# バレンティン・バダ
バレンティン・バダ（Valentín Vada、1996年3月6日 - ）は、アルゼンチンのイタリア系アルゼンチン人サッカー選手。リーガ・エスパニョーラ・セグンダ・ディビシオン・レアル・サラゴサ所属。ポジションはミッドフィールダー。

## 経歴
2010年、14歳でFCジロンダン・ボルドーのアカデミーに入団。その後、順調にトップチームへの階段を上り、2015年12月10日、UEFAヨーロッパリーグのグループステージのFCルビン・カザン戦でトップチーム並びにプロデビュー。この試合では、1アシストを記録し、フル出場を果たしている。また、12月13日にはリーグ・アンのアンジェSCO戦でリーグ・アンデビュー。
2019年1月31日、ASサンテティエンヌにシーズン終了までのレンタル移籍。
2019年8月23日、幼少期からお世話になったクラブに別れを告げ、スペイン、セグンダ・ディビシオンのUDアルメリアへ5年契約で完全移籍した。
2020年10月4日、CDテネリフェへローン移籍。
2021年8月31日、レアル・サラゴサに2年契約で移籍。